# Anisacanthus grace-woodiae
Anisacanthus grace-woodiae, biljna vrsta iz porodice primogovki. Otkrivena je 2019. i imenovana po amaterskoj botanićarki Grace Wood, iz Kostarike, a opisao ju je Barry Hammel.